# Nicolas Morlaes
Pour le joueur français de rugby à XV né en 1943, voir François Morlaes.
Pas d'image ? Cliquez ici

a Compétitions nationales et continentales officielles uniquement.

Dernière mise à jour le 3 avril 2017.
Nicolas Morlaes, né le 3 octobre 1978 à Mont-de-Marsan (Landes), est un joueur français de rugby à XV qui évolue au poste de demi de mêlée (1,84 m pour 85 kg). Après sa carrière de joueur, il devient entraîneur de rugby à XV.

## Biographie
Son père, François Morlaes, fut lui aussi demi de mêlée et champion de France (en 1969 avec Bègles-Bordeaux).
De 2015 à 2018, il est directeur sportif de l'Aviron bayonnais.

## Carrière

### Joueur
- 1996-1999 : US Dax
- 1999-2002 : Biarritz olympique
- 2002-2003 : Stade montois
- 2003-2005 : Castres olympique
- 2005-2007 : SU Agen
- 2007-2010 : US Dax

En novembre 2005, il est sélectionné avec les Barbarians français pour jouer un match contre l'Australie A à Bordeaux. Les Baa-Baas s'inclinent 42 à 12. En mars 2007, il joue de nouveau avec les Barbarians français contre l'Argentine à Biarritz. Les Baa-Baas s'inclinent 28 à 14.

### Entraîneur
- jusqu'en 2014 : Équipe espoirs de l'Aviron bayonnais
- 2014-2015 : Aviron bayonnais

| Saison      | Club             | Division | Poste    | Classement                | Coupe d'Europe | Challenge européen |
| ----------- | ---------------- | -------- | -------- | ------------------------- | -------------- | ------------------ |
| 2014 - 2015 | Aviron bayonnais | Top 14   | Arrières | 13e, relégation en Pro D2 | -              | Éliminé en poule   |

## Palmarès

### Joueur

#### Avec le Biarritz olympique
- Championnat de France de première division :
  - Champion (1) : 2002

#### Avec le Castres olympique
- Challenge Sud Radio :
  - Vainqueur (1) : 2003[4]

### Entraîneur
- Finaliste du Championnat de France espoirs : 2014